# Craven Cottage
Craven Cottage este un stadion de fotbal situat în Fulham, Londra. A fost terenul principal al Fulham F.C. din 1896. Capacitatea stadionului a fost de 25.700, toate pe scaune, până la închiderea Riverside Stand pentru reamenajare în sezonul din 2019, deși prezența record a fost de 49.335, într-un meci împotriva echipei Millwall pe 8 octombrie 1938. Situat lângă Parcul Bishop, pe malul râului Thames, „Craven Cottage” a fost inițial o cabană de vânătoare regală și are o istorie care datează de peste 300 de ani.